# Red Hot + Rio
Red Hot + Rio è una compilation della serie di album pubblicati dall'organizzazione Red Hot Organization. Il disco è stato pubblicato nel 1996.

## Tracce
1. Use Your Head (Use A Sua Cabeca) – Money Mark – 2:47
2. Corcovado – Everything but the Girl – 3:56
3. Desafinado (Off Key) – Astrud Gilberto + George Michael – 3:20
4. Non-Fiction Burning – PM Dawn con Flora Purim + Airto – 4:31
5. The Girl from Ipanema – Crystal Waters – 4:24
6. (Interlude) – 0:14
7. Segurança (Security) – Maxwell – 3:29
8. É Preciso Perdoar (You Must Forgive) – Cesária Évora + Caetano Veloso + Ryūichi Sakamoto – 6:01
9. (Interlude) – 0:33
10. Water to Drink (Água de Beber) – Incognito + Omar + Ana Caram – 4:19
11. Dancing… – Milton Nascimento – 3:20
12. How Insensitive – Antônio Carlos Jobim + Sting – 3:44
13. Waters of March (Aguas de Março) – David Byrne + Marisa Monte – 3:15
14. (Interlude) – 0:25
15. One Note Samba / Surfboard – Stereolab + Herbie Mann – 7:18
16. (Interlude) – 0:21
17. Black Orpheus Dub – Mad Professor – 3:59
18. Maracatu Atômico – Chico Science + Nação Zumbi + DJ Soul Slinger – 4:27
19. Sambadrome – Ivo Meirelles + Funk 'n Lata – 0:58
20. Refazenda (Refarm) – Gilberto Gil – 4:00
21. Preciso Dizer Que Te Amo – Cazuza + Bebel Gilberto – 4:42